# Voz mixta
En canto, la voz mixta (it. voce mista)  o registro mixto designa una técnica vocal que permite en un cierto ámbito, unir o mezclar la voz de pecho con la voz de cabeza. Tiene el objetivo de dar brillo y potencia a la voz cantada, así como hacer imperceptible la ruptura de la voz —denominada flip en canto y coloquialmente conocida como «gallo»— que se produce naturalmente al cambiar entre esos dos registros. Aunque ese quiebre en la voz puede ser controlado y hacerse intencionalmente utilizándolo como un recurso vocal más (como, por ejemplo, en el canto a la tirolesa), en ocasiones se produce de manera involuntaria a falta de una técnica vocal sólida, a menudo relacionada precisamente con la ausencia de dominio y práctica de esta técnica en particular. La voz mixta varía considerablemente en función de la tesitura de la voz y la localización del passaggio dentro del rango vocal. En un sentido estricto, la voz mixta no es un modo vocal distinto, sino que más bien se trata de una voz de cabeza o de pecho "coloreada" para que uno de los dos se parezca al otro o viceversa. Este término no debe confundirse con el belting, el cual es una técnica vocal diferente que permite cantar notas altas o agudas con la voz de pecho sin un esfuerzo excesivo.

## Teoría de la voz y del canto
Seth Riggs y la gran mayoría de vocal coachs actuales distinguen tres zonas o tres registro en los que se puede dividir una voz, cualquiera que sea su naturaleza:

### La voz de pecho

Movimiento de las cuerdas vocales durante la función modal ("voz de pecho").

El registro de la voz de pecho emite un sonido grave que posee un timbre sombrío, obscuro, opaco y áspero. A los hombres les es más fácil acceder a este registro que a las mujeres y también logran alcanzar notas más graves. Se subdivide en voz de pecho propiamente dicha y en voz sobregrave. En este registro también es posible hacer la voz falsete, dado que el falsete (del italiano falsetto) es una técnica que permite sobreañadir aire a la voz en prácticamente casi cualquier modo vocal.

### La voz de cabeza

Movimiento de las cuerdas vocales durante la voz de cabeza.

El registro de voz de cabeza se caracteriza por la emisión de un sonido agudo que tiene un timbre limpio, claro, brillante y dulce, más abierto que el de la voz de pecho. En las mujeres, el registro de voz de cabeza suele poseer un sonido aún más brilloso que en los hombres debido a las diferencias fisiológicas entre ambos sexos. Se subdivide en voz de cabeza propiamente dicha y erróneamente en voz falsete —en inglés breathy voice (voz aireada)—, ya que como se mencionó anteriormente, es posible ejecutar el falsete en cualquier registro de voz.

### La voz mixta
El registro de la voz mixta se obtiene al equilibrar la voz de pecho y la voz de cabeza. Al conseguirse ese balance, la voz adquiere más flexibilidad y se refuerza la zona del passaggio, lo cual evita que se oíga la "ruptura" de la voz entre ambos registros. Normalmente, para conseguir acceder a este registro, se recomienda usar todos los resonadores del aparato fonador, lo cual se logra mediante la práctica de un ejercicio denominado twang. La sensación de lograrlo es a menudo descrita como un cosquilleo en la zona de la cara, la nariz y la boca, zona que algunos profesores de canto denominan la "máscara".